# Aeroporto Regionale di Mobile
L'aeroporto Regionale di Mobile (in inglese Mobile Regional Airport) è uno scalo aereo situato nella contea di Mobile, a 21 km ad ovest di Mobile, in Alabama.
L'aeroporto ospita il Centro di addestramento per l'aviazione della United States Coast Guard dove i piloti si addestrano sugli elicotteri MH-65D Dolphin e MH-60T Jayhawk, nonché sull'aereo turboelica HC-144A/B Ocean Sentry. Nell'aeroporto si trova anche il 1º battaglione del 131º reggimento dell'aviazione della Alabama Army National Guard e le strutture del National Weather Service (NWS) per l'Alabama meridionale.